# Əli Gökdəmir
Əli Gökdəmir (in tedesco: Ali Gökdemir; Schwäbisch Hall, 17 settembre 1991) è un calciatore azero di origine turca, attaccante del Schwäbisch Hall.

## Carriera

### Club
Cresciuto nei settori giovanili dello Stoccarda e successivamente dell'Hannover 96, ha esordito tra i professionisti con la seconda squadra dell'Hannover nella Regionalliga. Nella stagione 2013-2014 è stato aggregato alla prima squadra, senza tuttavia collezionare presenze in Bundesliga.
Nel 2014 è passato in prestito all'Elazığspor, nella massima serie turca, disputando una sola partita. Successivamente ha firmato con il Simurq PIK nella Premyer Liqası azera, dove ha giocato con maggiore continuità nella stagione 2014-2015.
Nel 2015 è tornato in Germania, unendosi allo TSV Ilshofen e poi al club della sua città natale, lo TSV Schwäbisch Hall, militante nei campionati regionali, dove è divenuto una figura stabile dell'attacco.

### Nazionale
A livello internazionale, ha rappresentato l'Azerbaigian Under-21 e ha collezionato 10 presenze con la nazionale maggiore tra il 2012 e il 2013.